# Szent Ignác-plébániatemplom (Esztergom)
A Szent Ignác-plébániatemplom (a helyi köznyelvben gyakran Vízivárosi templom vagy „kéttornyú templom”) Esztergom Víziváros nevű városrészében, a Mindszenty téren, közvetlenül a prímási palota szomszédságában található római katolikus templom.
A barokk stílusú épület eredeti építtetője a jezsuita rend volt, névadója és védőszentje a rendalapító Loyolai Szent Ignác. 1820 és 1856 között – az esztergomi bazilika építésének idején – ideiglenes főszékesegyházi funkciót töltött be, ezáltal meghatározó szerepet játszott a magyar katolikus egyház ezen átmeneti időszakában. A plébánia területéhez tartozik még a  Szent Kereszt ferences templom, a Szent István-kápolna, a szenttamáshegyi kápolna, valamint a szemináriumi kápolna. Közvetlenül a templom előtt került elhelyezésre az Immaculata-szobor, ami az 1739. évi pestisjárvány áldozatainak állít emléket.

## Története
Lásd még: az Esztergom története cikket
A jelenlegi esztergomi Szent Ignác-plébániatemplom helyén a 16. század végén már állt egy, feltehetően középkori eredetű, torony nélküli templomépület, amelyről egy 1594-ben készült metszet is tanúskodik. A források alapján a templom a 17. század első évtizedeiben tornyot is kapott, azonban a század folyamán, a magyar–török háborúk és a hódoltsági időszak pusztításainak következtében az épület súlyosan megrongálódott, végül elpusztult.
1683-ban, a Szent Liga egyesített keresztény seregeinek győzelmével a törökök kiűzése után megkezdődött a város újraszervezése és keresztény újjáépítése. A Víziváros területén található egyik mecsetét – amilyen a megmaradt Özicseli Hadzsi Ibrahim-dzsámi is – átmenetileg templommá alakították át, hogy a keresztény hívek számára újra biztosított legyen az istentisztelet helyszíne. Néhány évvel később, 1686-ban a jezsuita rend is megjelent a városban, és rövid időn belül meghatározó szerepet vállaltak a város vallási, oktatási és szellemi életének újjászervezésében.
A mai barokk stílusú templomot a jezsuiták emelték Loyolai Szent Ignác, a rendalapító tiszteletére 1728 és 1738 között, Esztergom egyik fontos bejárati pontjánál, az egykori vízi kapu közelében. Az építészeti terveket az itáliai származású Petrus Ross készítette, aki több barokk egyházi épület tervezésében is közreműködött a Magyar Királyságban. A templommal egy időben, szoros funkcionális egységet alkotva épült meg a jezsuita rendház is. A templom felszentelésére Michael Karl von Althann váci püspök celebrálásával került sor.
A belső tér liturgikus berendezése a kor barokk művészetének kiemelkedő példája. Az 1735 és 1737 között készült főoltárt Baumgartner Bernát, a korszak ismert szobrászművésze készítette, míg a belső díszítés jelentős része a jezsuiták segítő testvéreinek munkája. A templom eredetileg nem rendelkezett tornyokkal. Ez a döntés nemcsak esztétikai, hanem stratégiai megfontolások eredménye is volt: Esztergom várának közelsége miatt tolos volt minden olyan építmény, amely akadályozhatta volna a vár védelmi kilátását és ágyúállásait.
A jezsuita rendet XIV. Kelemen pápa 1773-ban feloszlatta, aminek következményeként a templom rövid időre más szerzetesrendek, így a pálosok, majd a bencések birtokába került. A rendek közötti vándorlás után II. József 1788-ban hivatalosan is Batthyány József érsek rendelkezésére bocsátotta az épületet, amely ettől kezdve Esztergom Vízivárosának plébániatemplomaként funkcionált. Ekkor alakították át a jezsuita rendházat plébániahivatallá is. A 19. század első felében több jelentős átalakítást hajtottak végre a templomon: a toronyépítési tilalom megszűnésével a homlokzat két szimmetrikus tornyát a hercegprímás kezdeményezésére emelték, míg a templom klasszicizáló homlokzatát 1840-ben alakították ki. Az épület egyháztörténeti jelentőségét tovább növeli, hogy 1820. július 1-jén Rudnay Sándor hercegprímás ideiglenes érseki főszékesegyházként jelölte ki, amely státuszát egészen 1856-ig, az új esztergomi bazilika felszenteléséig megőrizte. Ez idő alatt a templom a magyar katolikus egyház legfőbb liturgikus központjaként működött.

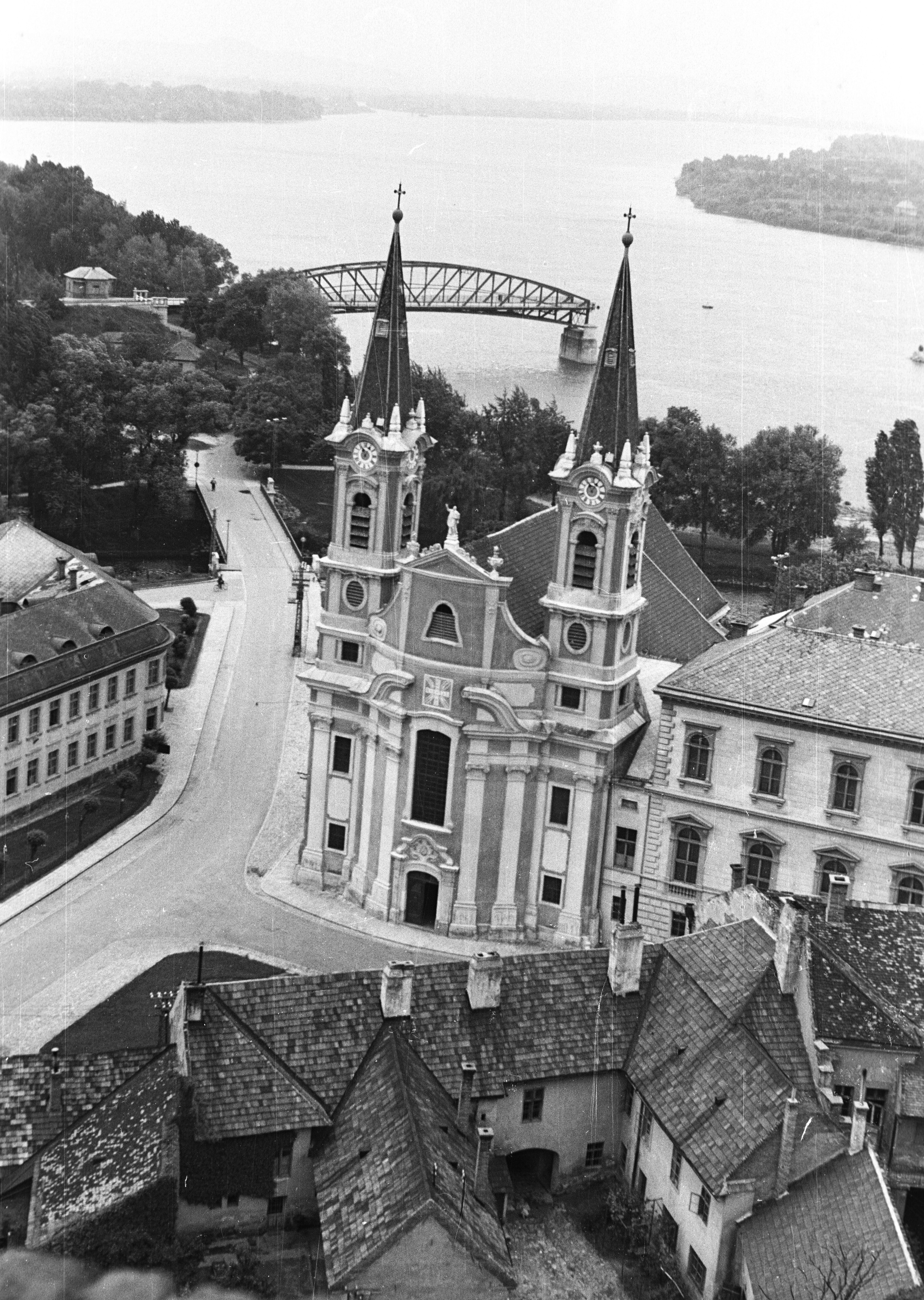
A templom és közvetlen környezete a királyi várból szemlélve 1958-ban, háttérben a Mária Valéria híd maradványai

A 20. század viszontagságai nem kímélték az épületet: a második világháború idején több bombatalálat is érte, amely következtében a szentély boltozata beomlott, és az enteriőr jelentős része – köztük az orgona is – megsemmisült. Mindössze néhány szobor vészelte át sértetlenül a pusztítást. A templom helyreállítása 1957 és 1958 között zajlott, míg az 1980-as években a tetőszerkezet felújítása és a belső festés restaurálása történt meg. 2012 júliusában újabb átfogó felújítási munkálatok kezdődtek, amelyek során a homlokzat restaurálása mellett sor került a megrongálódott szobrok és díszítőelemek helyreállítására is. A templom máig fontos hitéleti, művészettörténeti és városképi szerepet tölt be Esztergom történelmi örökségében.

## Épületleírás
A vízivárosi Szent Ignác-plébániatemplom építészeti megformálásában a 18. századi olasz eredetű magyar barokk stílus jegyei különösen markánsan megjelennek. A templomot Petrus Ross építész tervezte, aki az itáliai barokk kompozíciós elveit a hazai építészeti hagyományokkal ötvözve alkotta. A homlokzat kéttornyos elrendezése és középrizalitja, valamint a törtívű oromzat előreívelése plasztikus, dinamikus megjelenést kölcsönöz az épületnek, amely Esztergom barokk arculatának meghatározó eleme. Az oromzat csúcsán elhelyezett Loyolai Szent Ignác-szobor ikonográfiai és teológiai értelemben is a templom névadójának megdicsőülését hirdeti.
Az egyhajós templom alapterülete mintegy 400 m², amely viszonylag kis mérete ellenére is a barokk téralakítás gazdagságát tükrözi. A templomhajót és a szentélyt egyaránt csehsüvegboltozat fedi, amely a korszak egyik legjellemzőbb boltozati megoldása. A bejárati oldalon található kóruskarzat falazott szerkezetű, alatta nyílik a főbejárat. A liturgikus tér déli oldalához földszintes sekrestye, valamint egy emeletes káptalani sekrestye kapcsolódik. A főoltárkép – Loyolai Szent Ignác megdicsőülése és csodái – Martino Altomonte bécsi udvari festő műve, aki 1737-ben készítette el ezt a kompozíciót. A mellékoltárok oltárképei – Xavéri Szent Ferenc, Szent István első vértanú, valamint a szent kereszt tiszteletére – ismeretlen, feltehetően kortárs barokk mester(ek) munkái, amelyek szintén hozzájárulnak az enteriőr stílusegységéhez.

## Galéria

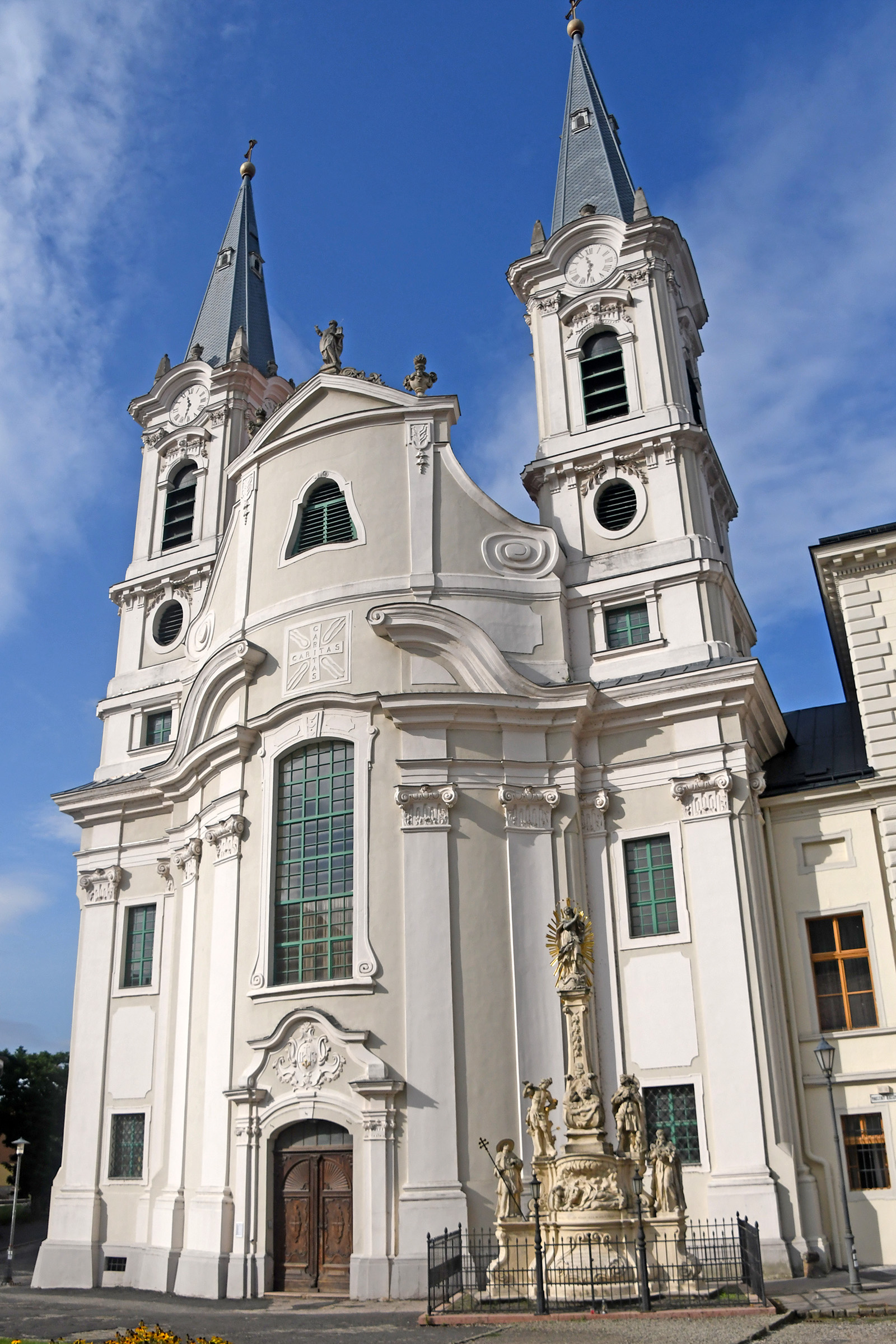
A templom főhomlokzata
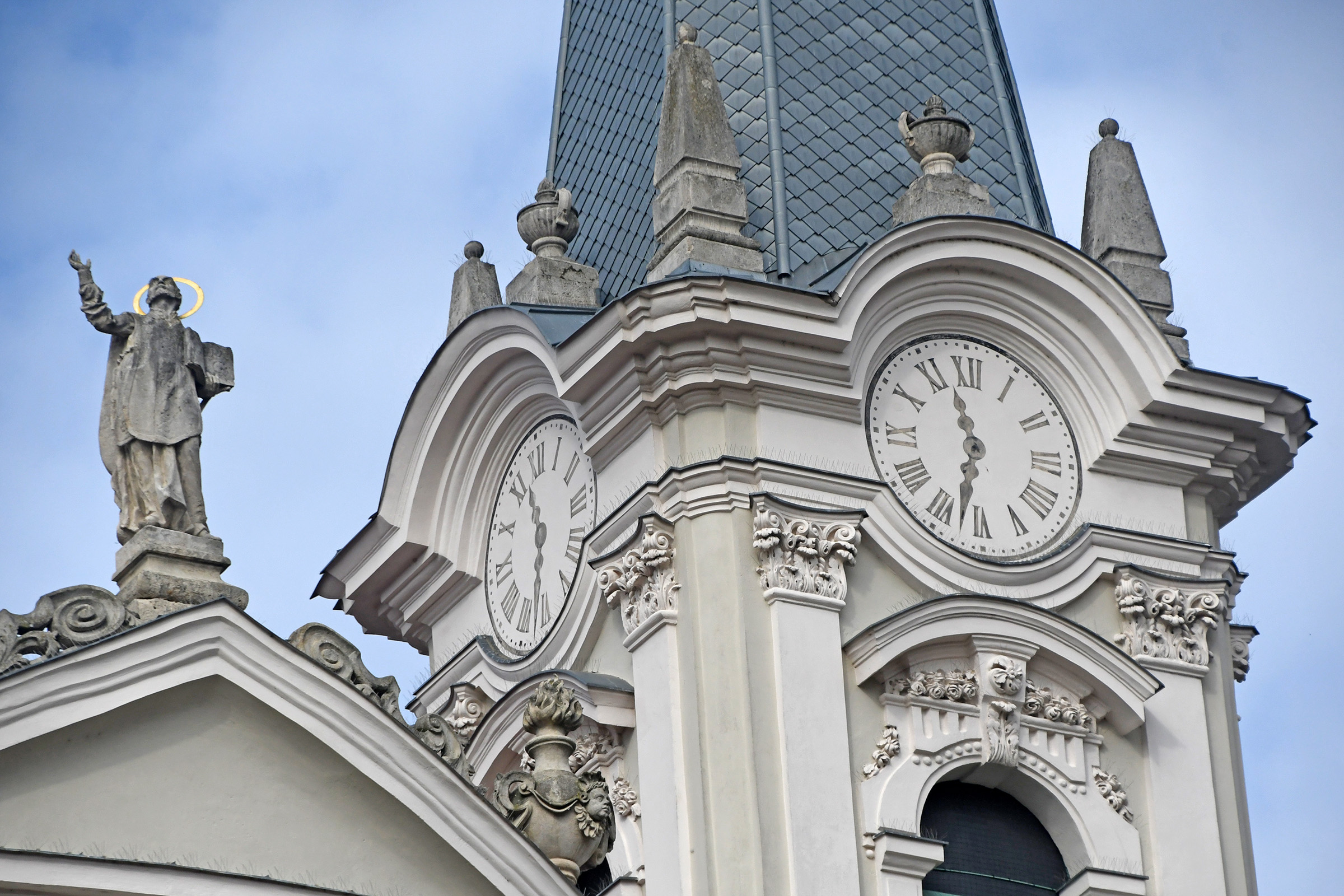
Felújítása során mindkét tornyára festett órát helyeztek el, amik 11:32-t mutatnak – 1944. december 26-án, 11 óra 32 perckor robbantották fel a Mária Valéria hidat
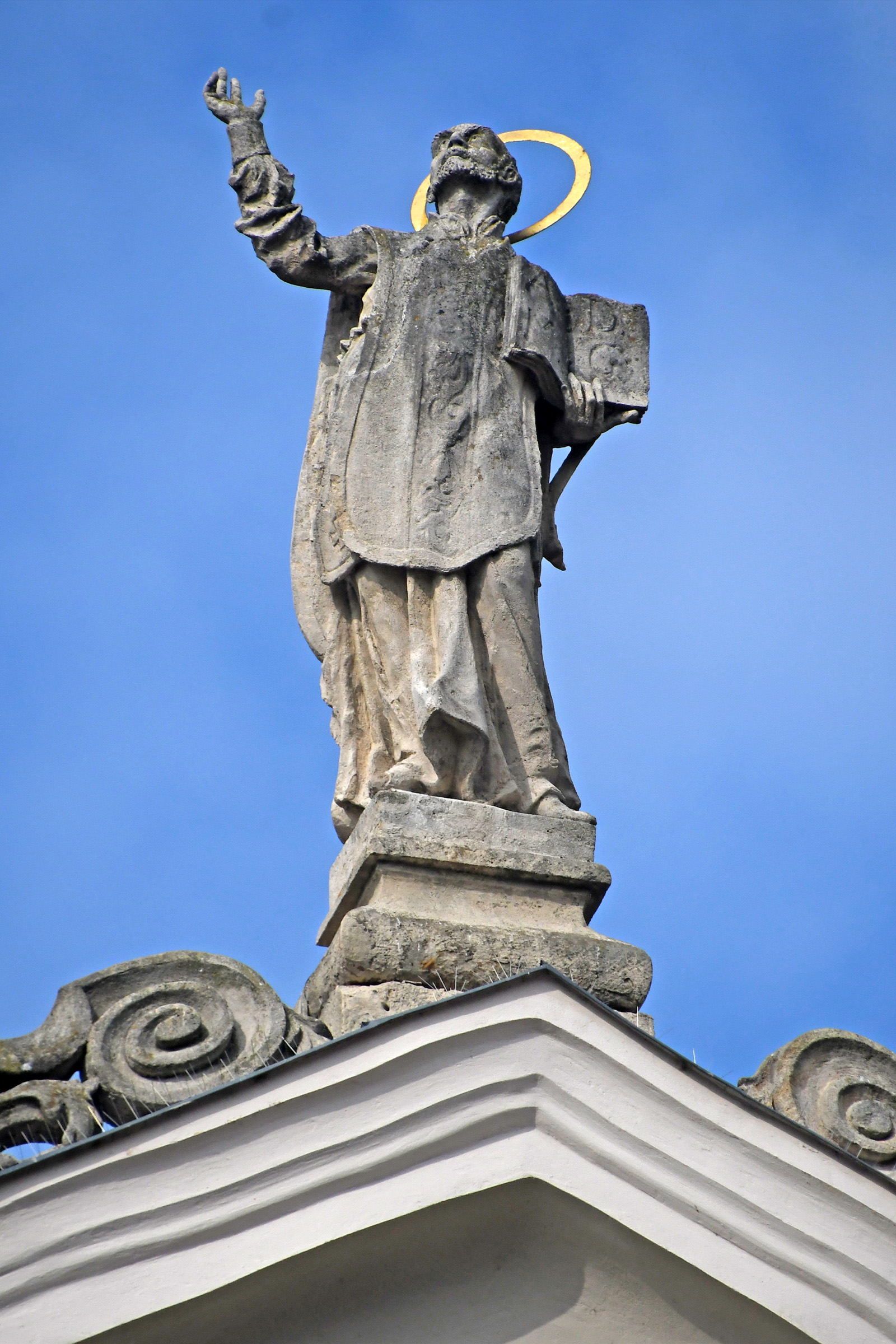
Loyolai Szent Ignác szobra az oromzat csúcsán
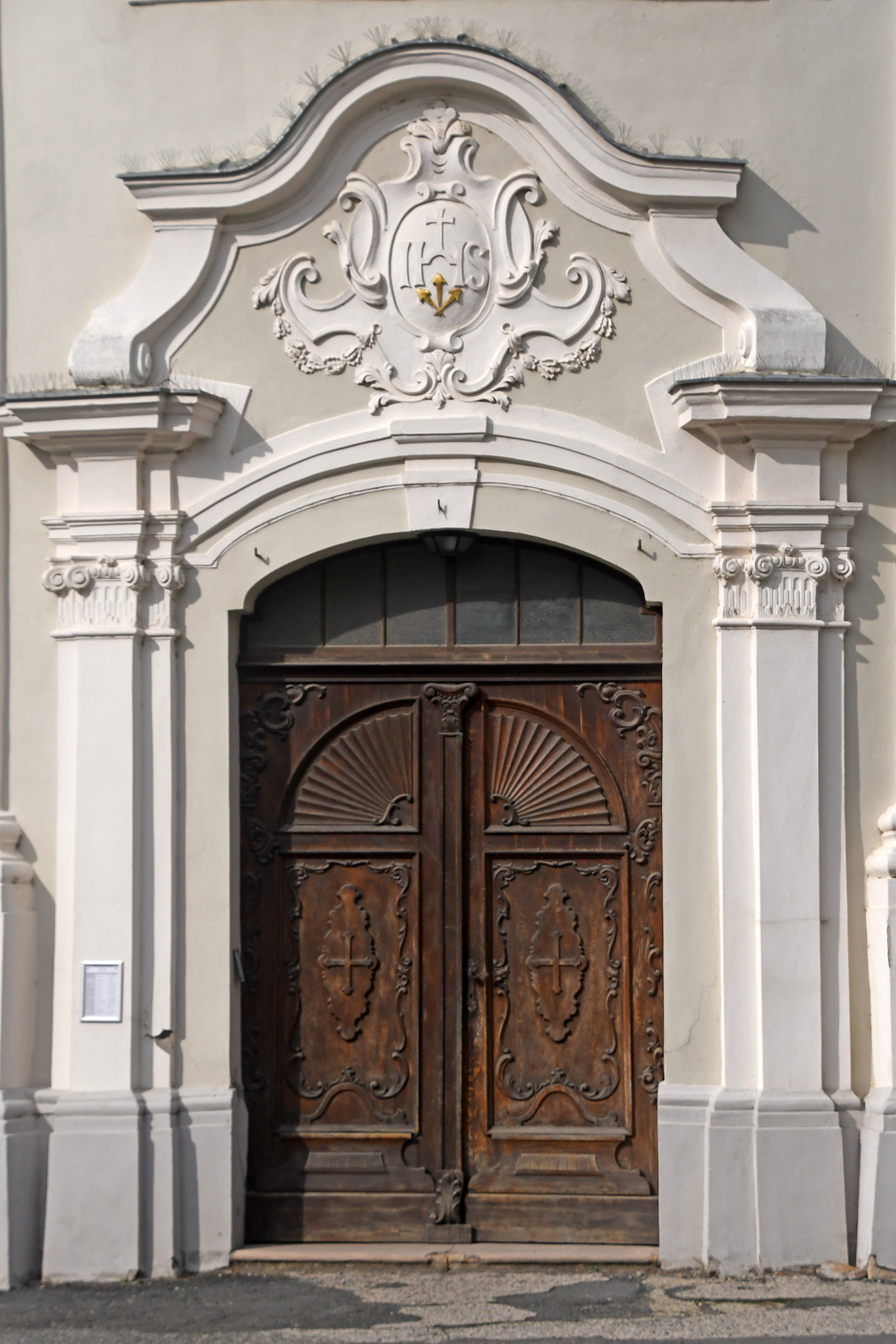
A templom főkapuja a Mindszenty tér felől
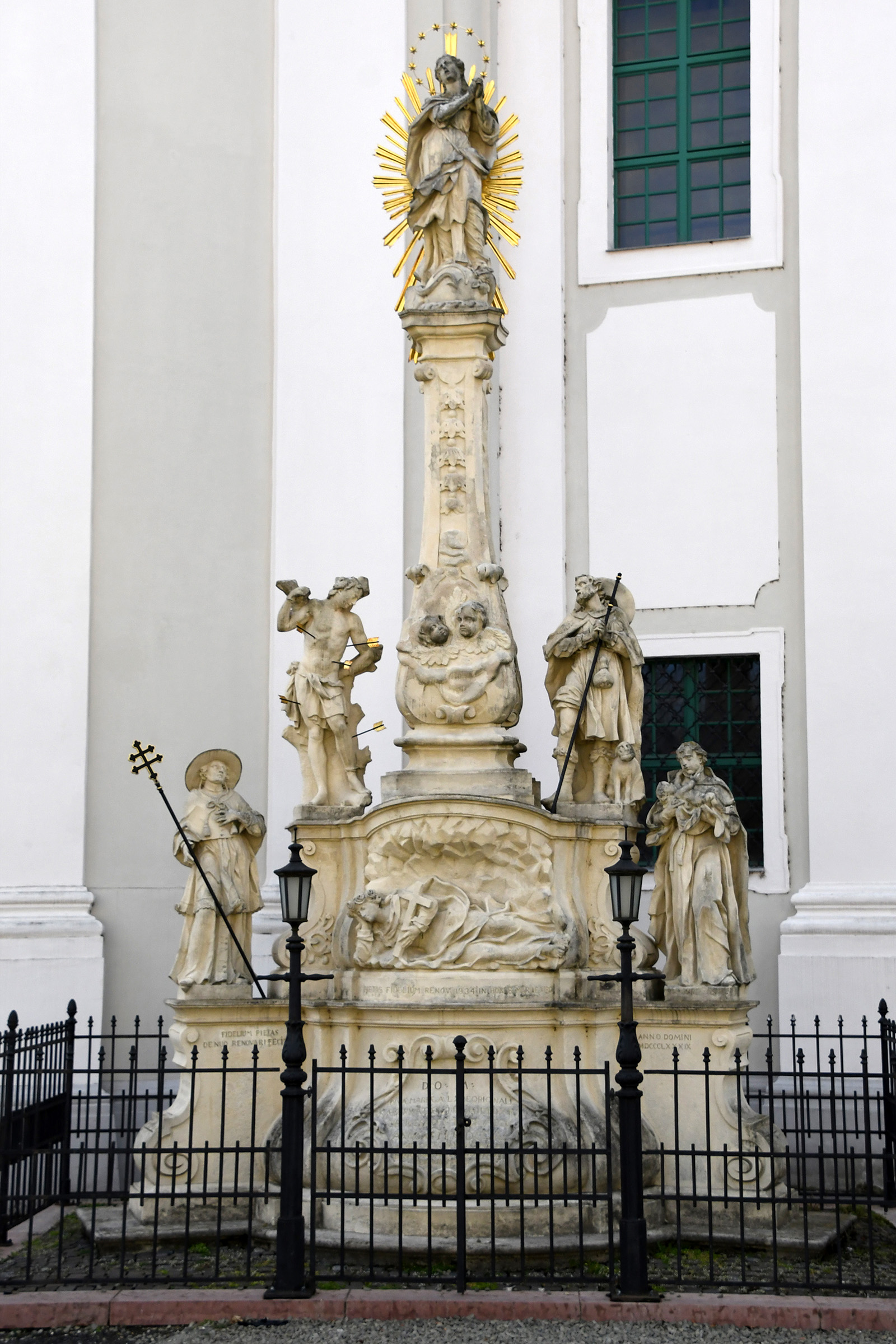
Az Immaculata-szobor a templom bejárate mellett